# 自動車航送
自動車航送（じどうしゃこうそう）とは、船舶により自動車並びに人及び物を合わせて運送することをいう（海上運送法による定義）。
平易にはフェリーに車両ごと乗船することをいう。
自動車に準じてオートバイにも適用される。

## 概要
運転する人物を含めた有人航送と、車両のみの無人航送とに分けられ、無人航送では別途、積み込み料、積み下ろし料を請求されることが多い。

### 対象
海上運送法による運送対象は、
1. 当該自動車
2. 当該自動車の運転者
3. 当該自動車に乗務員、乗客、その他の乗車員ある場合にあっては、その乗車員
4. 当該自動車に積載貨物がある場合にあっては、その積載貨物

である。

## 一般的な乗船方法
- フェリー運航会社や旅行会社で予約する（インターネットで予約可能な航路が増えているほか、クレジットカードやJAF会員向け割引がある航路もある）。
- 出航時刻より前の指定された時間までに乗船用駐車場に到着し、乗船手続きをする（車検証を持参し、乗船名簿に同乗者氏名を含め記入する）。
- 可動橋より車両を運転し乗船する（同乗者は、別に設置されたタラップ等から乗船する場合もある）。
- 航海中は車両デッキが閉鎖され、立入が禁止されている。